# Twin Lakes (Wisconsin)
Pour les articles homonymes, voir Twin Lakes.
Twin Lakes est un village du comté de Kenosha, dans l'État du Wisconsin, aux États-Unis. En 2020, il comptait une population de 6 309 habitants.